# Bạo lực đối với người LGBT
Bạo lực đối với người đồng tính, song tính và hoán tính (LGBT) là hành động của cá nhân hoặc một nhóm người hoặc sự thi hành luật đối với những người được coi là vi phạm tiêu chuẩn dị tính luyến ái hoặc chuẩn mực giới tính và tính dục.
Tội thù ghét đối với người LGBT thường xảy ra vì thủ phạm ghê sợ đồng tính luyến ái. Hành động bạo lực cũng có thể bị qui kết là do xã hội. Nhiều nhóm tôn giáo cũng như những tư tưởng cực đoan lên án đồng tính và cho rằng đồng tính liên quan đến sự mềm yếu, bệnh hoạn, nữ tính và sai trái. Hành động bạo lực do quan niệm của thủ phạm về tính dục, tôn giáo hay văn hóa có thể dẫn đến giết người.
Ở một số quốc gia, 85% học sinh LGBT phải chịu bạo lực kỳ thị người đồng tính và người chuyển giới ở trường, và 45% học sinh chuyển giới bỏ học.